# Região Metropolitana da Cidade do Panamá
A Região Metropolitana da Cidade do Panamá  ou também conhecida como  área Metropolitana do Pacífico, é a área urbana que forma-se pela Cidade do Panamá e outros povoados conurbados próximos. Na atualidade a população supera os 1.4 milhões de habitantes e é o maior núcleo populacional da República do Panamá. O núcleo é a Cidade do Panamá e inclui as cidades de La Chorrera, Arraiján e San Miguelito.
A região metropolitana distribui-se paralelamente ao Golfo do Panamá e é atravessada pelo Canal do Panamá. Nela aglomera-se cerca de 40 % da população nacional.

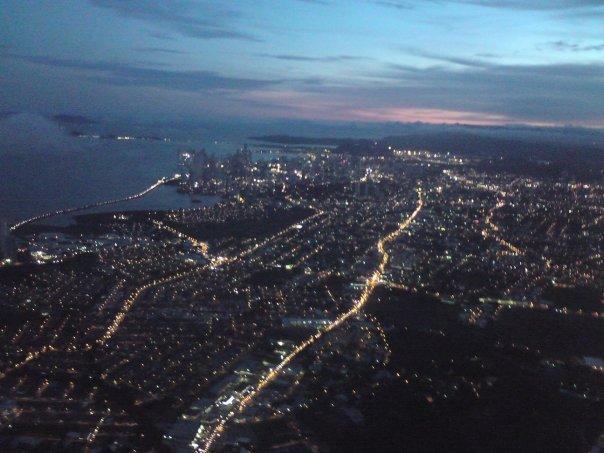
Fotografia aérea da Cidade do Panamá, ao entardecer.

## Espaçamento urbano
Em contraste com outros países latino-americanos, o Panamá cresceu ao impulso do comércio exterior. O grau de vinculação dos grupos sociais com capitais estrangeiros foi definindo os espaços ocupados pelos setores de altos e baixos padrões. Os ciclos de auge ou recessão econômica e seu efeito sobre o trânsito inter-oceânico pelo Istmo refletem-se, particularmente, no crescimento ou decréscimo da população da Região Metropolitana.
Assim, por exemplo, desde o fechamento das Feiras de Portobelo (1739) até a era do ouro californiano (1848), a economia panamenha se empobreceu, afetando a população da Cidade do Panamá. Tanto foi assim que, segundo o historiador J. A. Susto, para 1843 seis cidades do país superavam em população a Cidade do Panamá, que apenas contava com 4 897 habitantes.
Mais adiante, a necessidade de transportar mercadorias e viajantes, e a nascente navegação a vapor, planejavam a necessidade de um transporte rápido e seguro entre as duas costas. Assim, a Colômbia outorga um contrato a uma companhia norte-americana para a construção, no Panamá, da primeira ferrovia inter-oceânica da América. A ferrovia cortou em seis horas o cruzamento de um oceano a outro e multiplicou a capacidade de mover carga e pessoas, monopolizando a rota do ouro californiano até 1869, quando Estados Unidos construiu sua Ferrovia Transcontinental.
Durante sua construção, a ferrovia chegou a contratar até 7 000 homens. Em 1863, com o auge californiano, a população da capital panamenha havia crescido mais do dobro, alcançando os 13 000 habitantes. No entanto, completada a obra, a expulsão da massa obreira deprimiu a situação econômica e social, ocasionando bolhas populares entre o que destaca-se o denominado "Incidente da Tajada de Sandía", em 1856.
Diante esta nova crise, a população da Cidade do Panamá se contrai em 1870 para 10 000 habitantes, voltando a aumentar em dez anos depois a 18 000 pessoas com as obras do canal francês. Ao fracassar o canal francês, a população decai novamente, para repontar com os inícios das obras do Canal pelos norte-americanos. Em 1905 havia na capital apenas 22 000 pessoas. Para 1917, três anos depois de haver concluído a obra, se alcançavam os 59 500 habitantes.
O Canal altera a fisionomia da Cidade de Panamá: a ele se deve o surgimento de uma massa urbana contemporânea. Entre 1920 e 1930, se fundam novos núcleos urbanos populares, vários quilômetros fora do perímetro urbano então estabelecido. Estes novos povoados trazem com eles, em alguns casos, uma identidade étnica, ao serem formados por trabalhadores cessantes das obras do Canal, em sua maioria população negra de fala inglesa das Antilhas.
A Segunda Guerra Mundial teve um grande impacto no país, sobre todo no que hoje é a Região Metropolitana. Entre 1936 y 1940, a população da capital cresceu de 80,000 para 112,000 habitantes, fazendo-se mais patente este aumento nas áreas suburbanas de Río Abajo, San Francisco de la Caleta, Las Sabanas e Arraiján.
O crescimento desmesurado dos anos 60 explica a maior migração do campo para a cidade registrada na história republicana. Por um lado, a industrialização que gera o período de substituição de importações e por outro, a incursão de capital no campo, movendo grandes setores do interior do país para buscar novas fontes de emprego. As áreas de maior recepção urbana resultam ser San Miguelito, o setor da rodovia Transístmica para as Cumbres - Alcalde Díaz e Tocumen.
Boa parte de este crescimento é espontâneo, e se efetua mediante a tomada de terras e a autoconstrução, geralmente estendendo-se e densificando antigas áreas de invasão: "A superfície ocupada por moradias auto-construídas na Cidade do Panamá passa de 180 hectares em 1959, a 403 em 1970 e a 1172 em 1980; a população cresce de 20 000 a 74 000 e 151 000 pessoas, respectivamente.
Por sua parte, os distritos de Arraiján e La Chorrera, tradicionalmente, haviam sido passagem obrigatória de imigrantes cujo destino era a Cidade do Panamá. No entanto, este setor se tem convertido em uma importante área de crescimento para cidades-dormitório da população que labora na zona central.

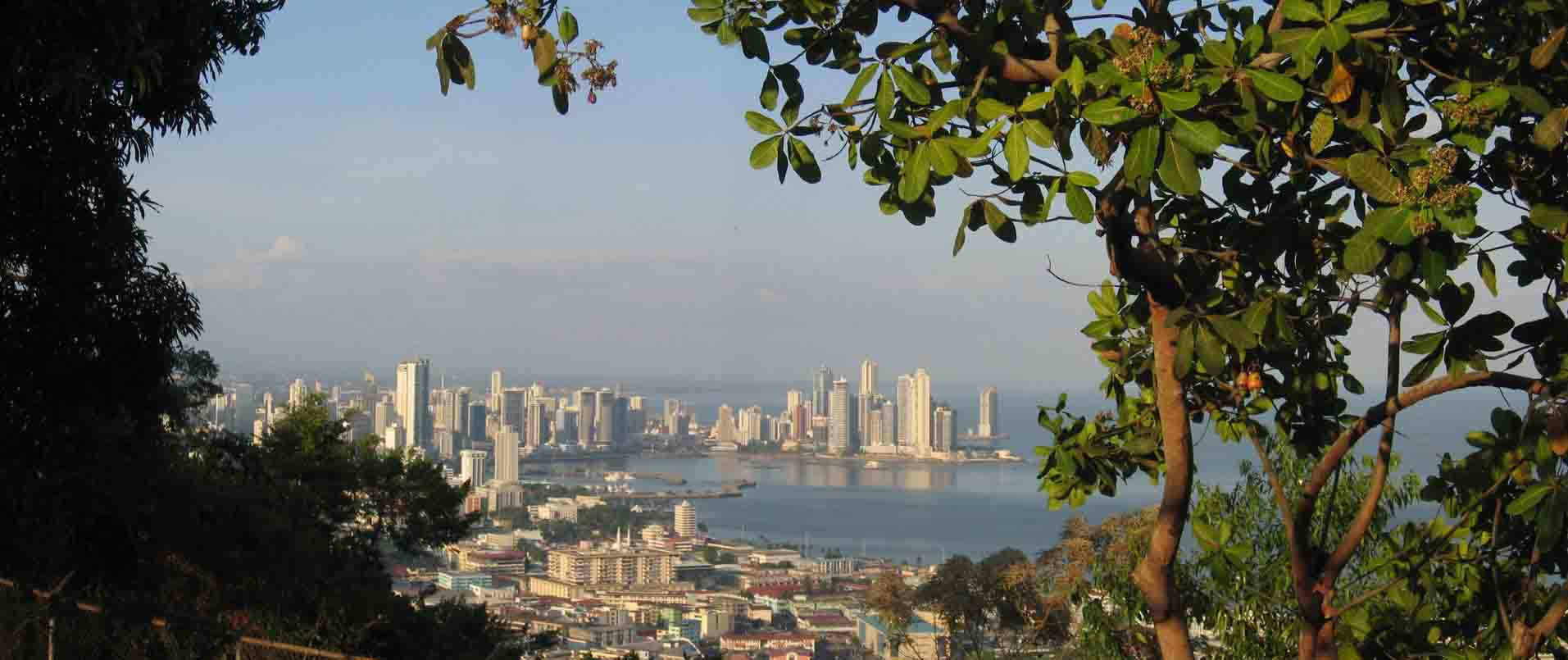
A Cidade do Panamá é o centro da região metropolitana.

## Forma da cidade
A Cidade de Panamá se estende atualmente de La Chorrera à Pacora, uma distância de 60 quilômetross de comprimento, porém sua largura é em média de menos de 9 quilômetros; em vez de uma forma quase circular, como a grande maioria das cidades do mundo, esta capital tem uma forma estirada.

## População segundo regiões metropolitanas
| Cidades                                                   | Habitantes  |
| --------------------------------------------------------- | ----------- |
| Cidade do Panamá                                          | 813.097     |
| Cidade de Panamá - San Miguelito                          | 1.206.792   |
| Cidade de Panamá - San Miguelito - Arraiján - La Chorrera | 1.4 milhões |

## Distritos
Distritos nos quais se estende a aglomeração urbana da Cidade de Panamá:
| - Distrito de Panamá - Distrito de San Miguelito - Distrito de Arraiján - Distrito de la Chorrera |

## Crescimento da cidade
A cidade se tem visto forçada a crescer para o Este e o Oeste, ao ser impedida pelo mar a crescer para o Sul e não poder crescer para o Norte, pelo Parque Natural Metropolitano.

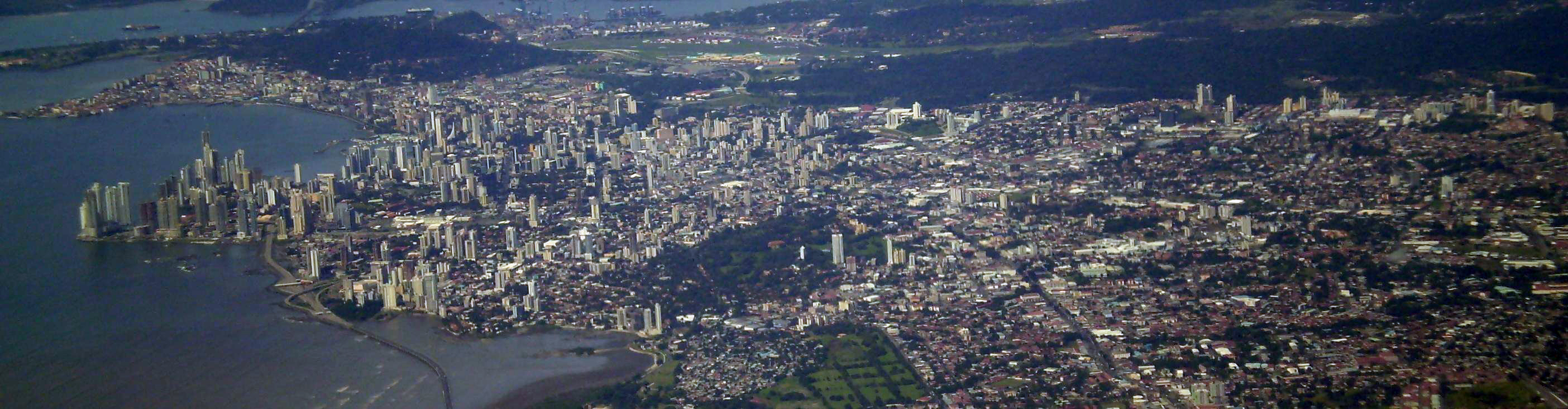
A cidade de Panamá cresceu de forma alargada.

## Corregimentos
A continuação, os corregimentos que são parte da região metropolitana da Cidade de Panamá:

### Corregimentos do distrito de Panamá
| - San Felipe - El Chorrillo - Santa Ana - Calidonia - Curundú - Ancón | - Bella Vista - Bethania - San Francisco - Pueblo Nuevo - Parque Lefevre - Río Abajo | - Juan Díaz - Las Cumbres - Pacora - Tocumen - Pedregal - 24 de diciembre | - Chilibre - Alcalde Díaz - Ernesto Córdoba Campos |

### Corregimentos no distrito de San Miguelito
| - Amelia Denis de Icaza - Belisario Porras - José Domingo Espinar | - Mateo Iturralde - Victoriano Lorenzo - Arnulfo Arias | - Belisario Frías - Omar Torrijos - Rufina Alfaro |

### Corregimentos do distrito de Arraiján
| - Arraiján - Burunga - Cerro Silvestre - Juan Demóstenes Arosemena | - Nuevo Emperador - Vista Alegre - Veracruz |

### Corregimentos do distrito de La Chorrera

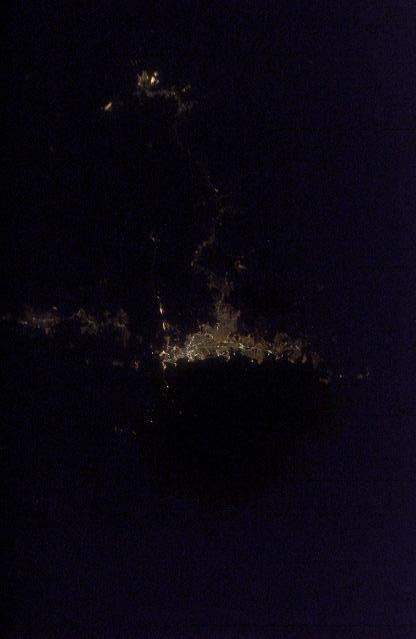
Imagem satélite da região metropolitana da cidade de Panamá - Arraiján - La Chorrera (centro) e Colón (esquerda).

| - Bairro Balboa - Bairro Colón - El Coco - Feuillet | - Guadalupe - Playa Leona - Puerto Caimito |